# 健民站
健民站是位于黑龙江省肇源县民意乡健民村的一个铁路车站，邮政编码151315。车站建于1966年，有通让铁路经过该站，现仅办理货运，不办理客运业务，车站及其上下行区间均未电气化。车站距离通辽站292公里，隶属沈阳铁路局，是四等站。现已撤销。